# White Mountain
White Mountain é uma cidade localizada no estado americano de Alasca, no Distrito de Nome.

## Demografia
Segundo o censo americano de 2000, a sua população era de 203 habitantes.
Em 2006, foi estimada uma população de 204, um aumento de 1 (0.5%).

## Geografia
De acordo com o United States Census Bureau, a localidade tem uma área de 5,2 km², dos quais 4,6 km² cobertos por terra e 0,6 km² cobertos por água.

## Localidades na vizinhança
O diagrama seguinte representa as localidades num raio de 104 km ao redor de White Mountain.